# Japanischer Garten (Breslau)

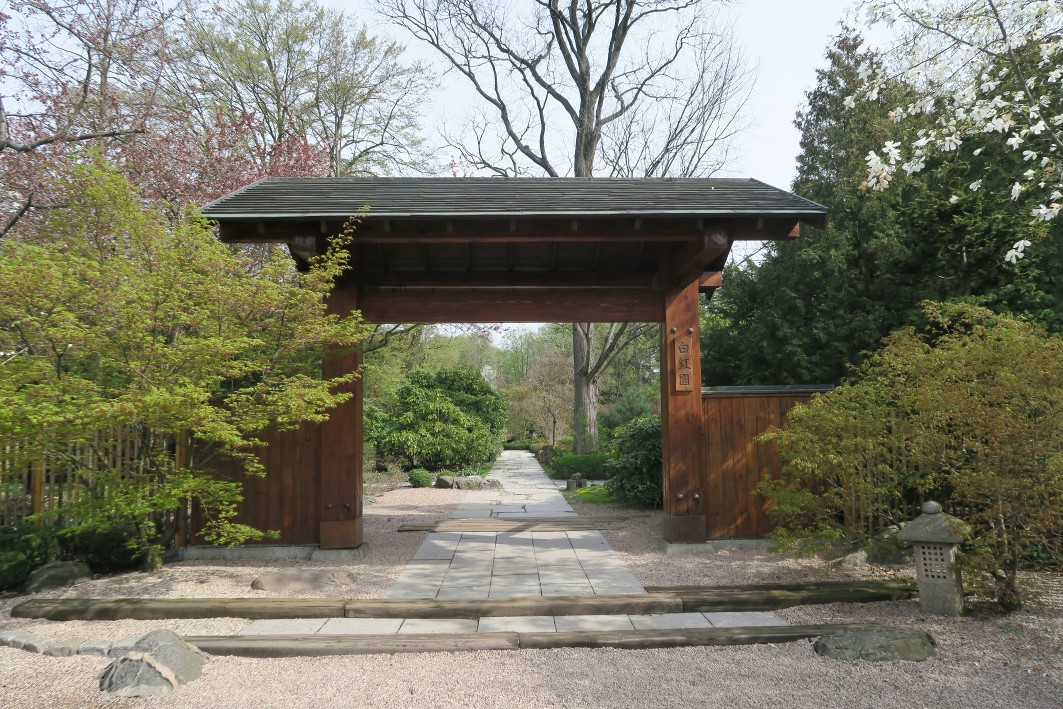
1 Haupttor zum Garten

Der Japanische Garten (polnisch Ogród Japoński) in Breslau liegt innerhalb des Scheitniger Parks (heute Park Szczytnicki). Er wurde 1913 im Stil eines Japanischen Wandelgartens angelegt.

## Geschichte

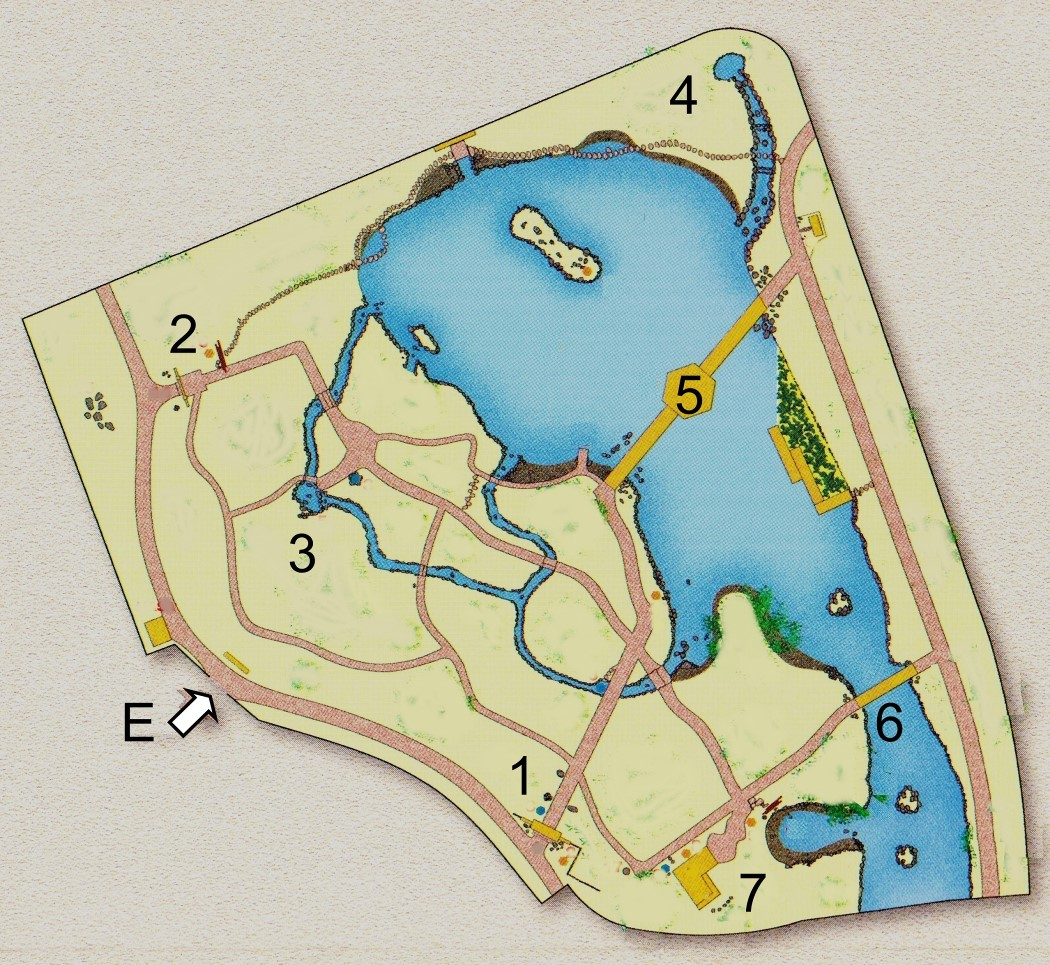
Der Garten mit Nord-Süd-Ausdehnung 700 m (Nummern: siehe Bilder)

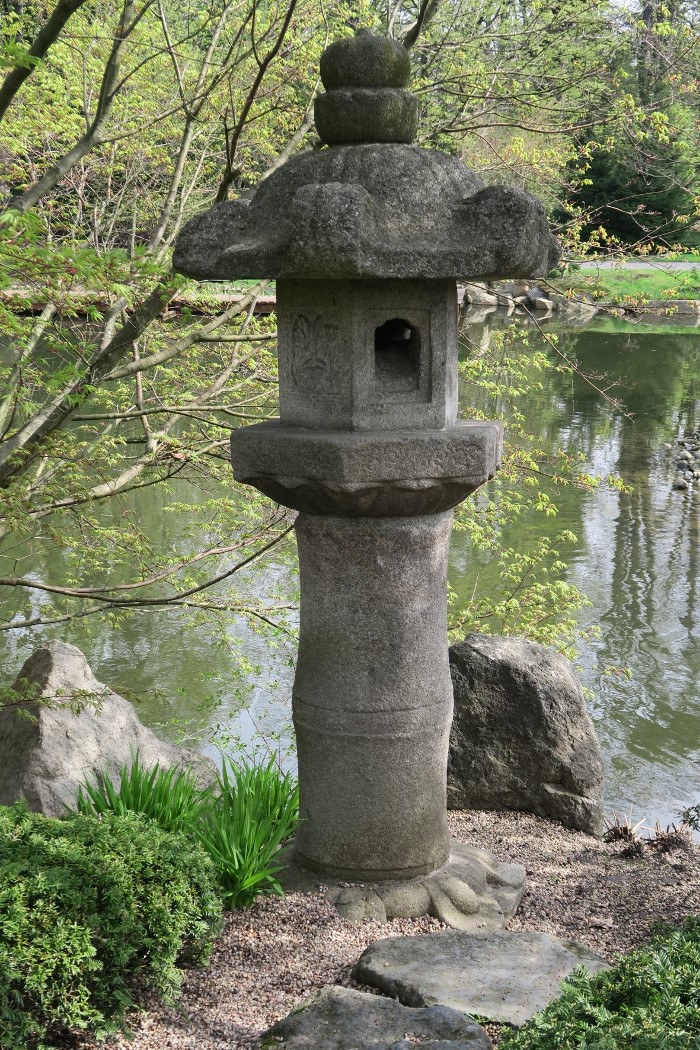
Taiko tōrō

Im Rahmen der Feiern in Breslau, die 1913 zur Erinnerung an die preußischen Befreiungskriege gegen Napoleon I. stattfinden sollten, wurde angrenzend an das Gelände der Jahrhunderthalle auch ein japanischer Garten geplant. Nachdem bereits der japanische Holzschnitt Interesse an der japanischen Kultur geweckt hatte, waren es dann die Werke Lafcadio Hearns, die ab 1904 in deutscher Übersetzung vorlagen und zu einer vertieften Beschäftigung mit dem Land geführt haben. Mit dem Konzept des Gartens, der zeitgleich zum japanischen Garten in Leverkusen entstehen sollte, wurde der Japankenner und -verehrer, Graf Friedrich von Hochberg (1868–1921) beauftragt. Er und sein Gärtner J. Anlauf wurden dabei vom japanischen Gärtner Arai Mankichi unterstützt. Da die Teichpflanzen warmes Wasser benötigten, wurde im Nordteil des Gartens ein Heizkessel installiert, der das Wasser in einem Teil des Teiches auf 24 Grad erwärmte. Der Garten wurde zu einer der größten Attraktionen der Jahrhundertausstellung.
Nach der Schau wurden viele der für die Dauer der Jahrhundertausstellung ausgeliehenen Elemente, die den japanischen Charakter des Gartens bestimmten, zurückgegeben. Auch mehrere Gebäude, die provisorischen Charakter trugen, wurden abgerissen. Erhalten blieben jedoch die Fußwege, die Form des Teichs sowie der südliche Teil des Gartens mit seiner hügeligen Landschaft, den Wasserquellen und der Pflanzenwelt.
1996 begannen die Restaurierungsarbeiten unter Beteiligung von Fachleuten (Gärtner, Architekten, Steinarchitekten, Gartenarchitekten usw.) aus der Stadt Nagoya. Dabei wurde das, was von der Anlage aus dem Jahr 1913 übrig geblieben war, durch viele neue Komponenten erweitert. 1997 wurde der Garten unter der japanischen Bezeichnung „Hakkō-en“ (白紅園), zu Deutsch „Weißrot-Garten“, unter Anspielung auf die Nationalfarben Polens und Japans eröffnet. Bereits kurz nach der Eröffnung wurde der Garten vom Oderhochwasser heimgesucht, wobei vor allem die Blütenpflanzen schwer geschädigt wurden. Die Wiederherstellung dauerte fast ein Jahr.

## Die Anlage
Der Garten erhielt bei der Neuanlage zwei Tore: das Haupttor ist überdacht im Sukiya-Stil (数寄屋造り, sukiya-zukuri) ausgeführt, das einfache Seitentor im Kabuki-Stil (冠木造り, kabuki-zukuri). Die ehemalige Kaskade wurde in eine „männliche“ Kaskade mit einem schnell und stark fallenden Wasservorhang umgewandelt. Zusätzlich wurde eine zweite, „weibliche“, langsam fließende Kaskade, mit zwei Fallstufen eingerichtet.
Das Wasser aus den beiden Kaskaden fließt in einen Teich von abwechslungsreichen Uferpartien. Um diesen Teich ist der Garten in Form eines japanischen Wandelgartens angelegt, wobei die Wasserfläche hier allerdings nicht umschlossen wird, sondern nach Südosten offen ist und außerhalb des Gartens weiter geführt wird. Der Teich wird innerhalb des Gartens von zwei Brücken überquert. Die Mittelbrücke ist gedeckt und besitzt in der Mitte eine Erweiterung in Form eines sechseckigen Pavillons. Sie ist im Unterschied zu der kleineren Trommelbrücke (太鼓橋, taikobashi) eine moderne Konstruktion, weist mit ihrem Namen „Traumpavillon“ (夢殿, Yumedono) auf den sechseckigen Pavillon im Tempel Hōryū-ji des Prinzen Shōtoku aus dem 7. Jahrhundert hin.
Die Uferpartien sind abwechslungsreich gestaltet: im Norden finden wir eine Reihe flacher Steine im Wasser, über die man parallel zum Ufer gehen kann. Sie werden Sawatari (沢渡り) genannt. Auf der kleinen, langgestreckten Insel im Norden steht ein gestutzter Baum und eine kleine dreistöckige Stein-Pagode (三重塔, sanjū-no-tō). Eine rechteckige Steinplatte, die in den Teich ragt, symbolisiert einen Landungsplatz (船着場, funatsukiba). Weiter südlich befindet sich eine Steinlaterne aus dem 19. Jahrhundert, die auf Grund ihrer leicht gewölbten Säule „Trommel-Laterne“ (太鼓燈籠, Taiko tōrō) genannt wird. Sie ist ein Geschenk von japanischer Seite für den Wiederaufbau des Gartens. – Im südlichen Teil des Gartens befindet sich vor dem Teehaus „Azumaya“ (東屋) im Sukiya-Stil unter anderem eine Steinlaterne im Kasuga-Stil (春日造り).
Der Garten ist reich an Bäumen und Sträuchern. Neben 200 Jahre alten Eichen finden sich unter den Blütenpflanzen vor allem Rhododendren und Azaleen. Unter den dreißig Gewächsen aus Japan sind vor allem einzelne Goldlärchen, die Ginkgo-Bäume, Japanische Lavendelheiden sowie Japanische Schnurbäume zu erwähnen.
- Für die Besichtigung des Gartens wird eine Eintrittsgebühr (2025: 30 Złoty) erhoben.

## Bilder

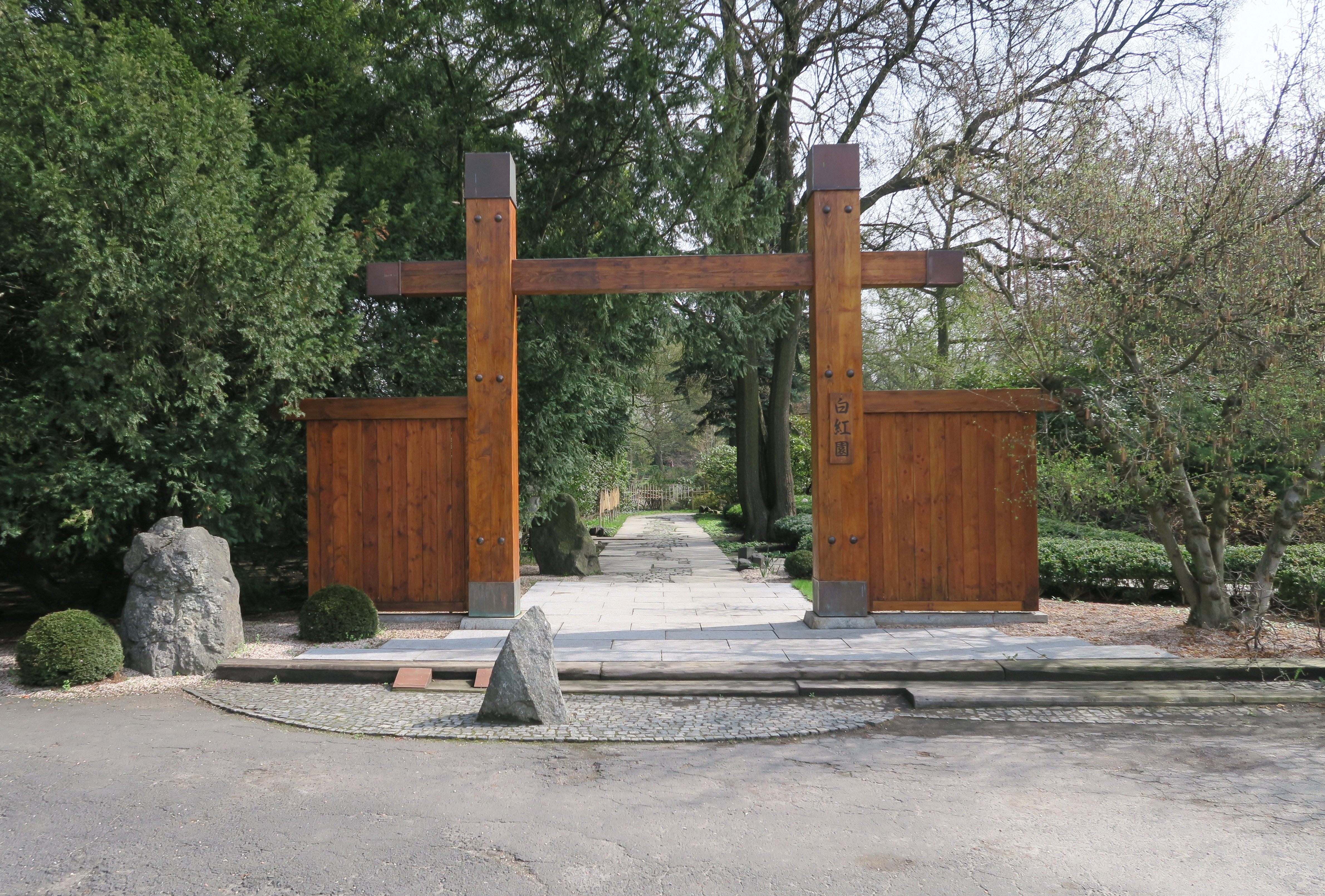
2 Seitentor
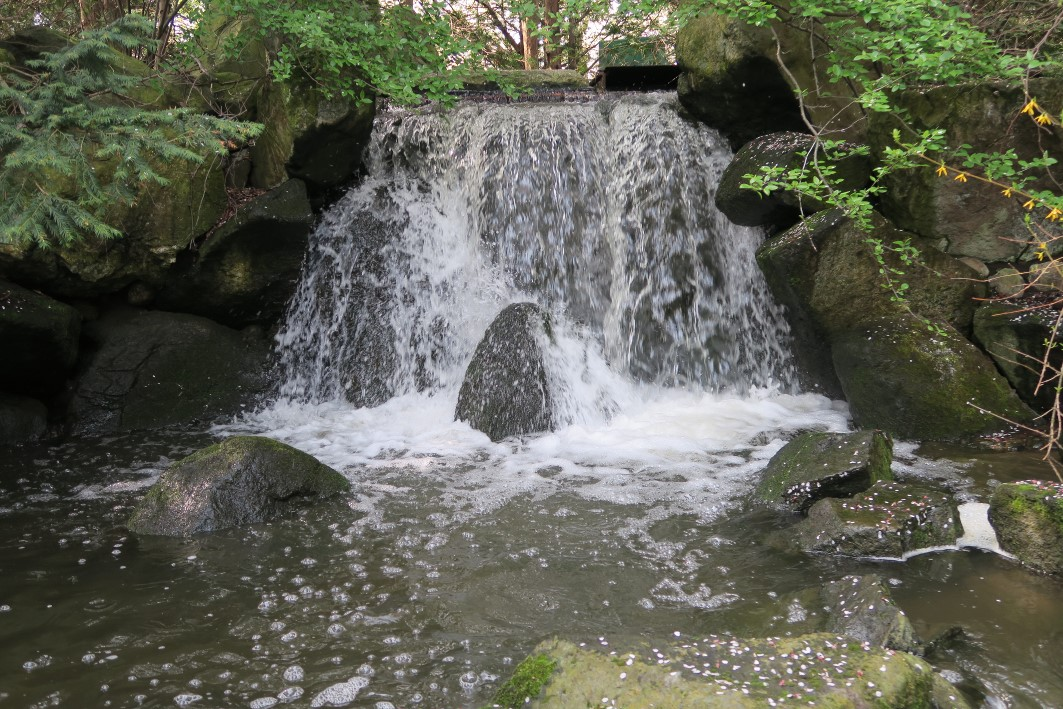
3 Wasserfall m
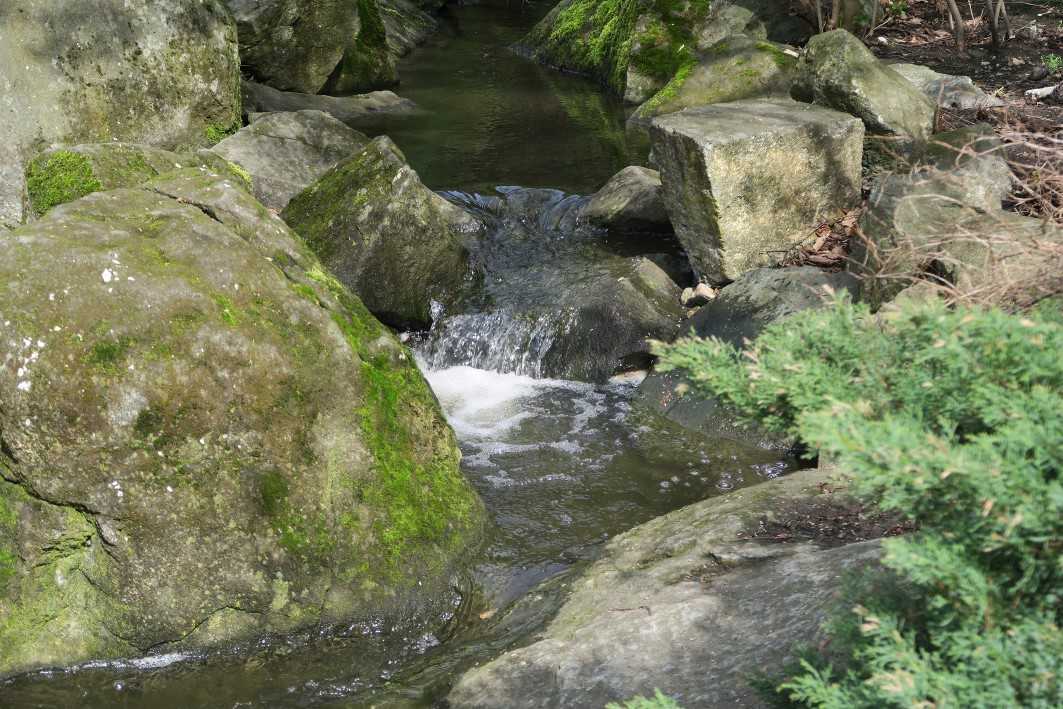
4 Wasserfall w
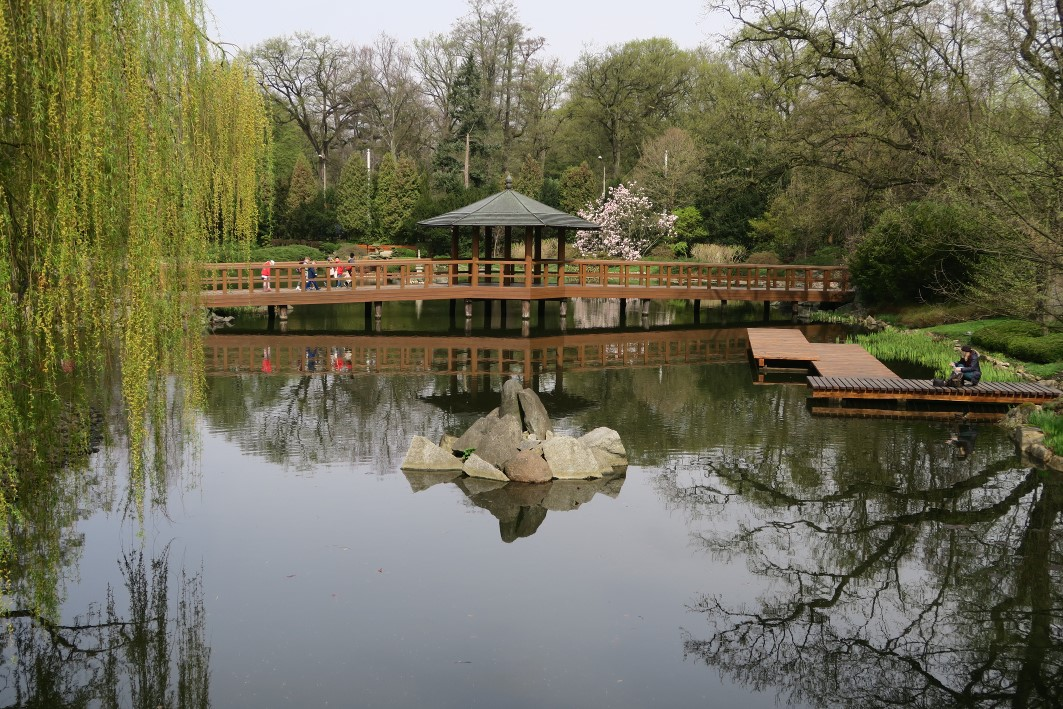
5 Mittelbrücke
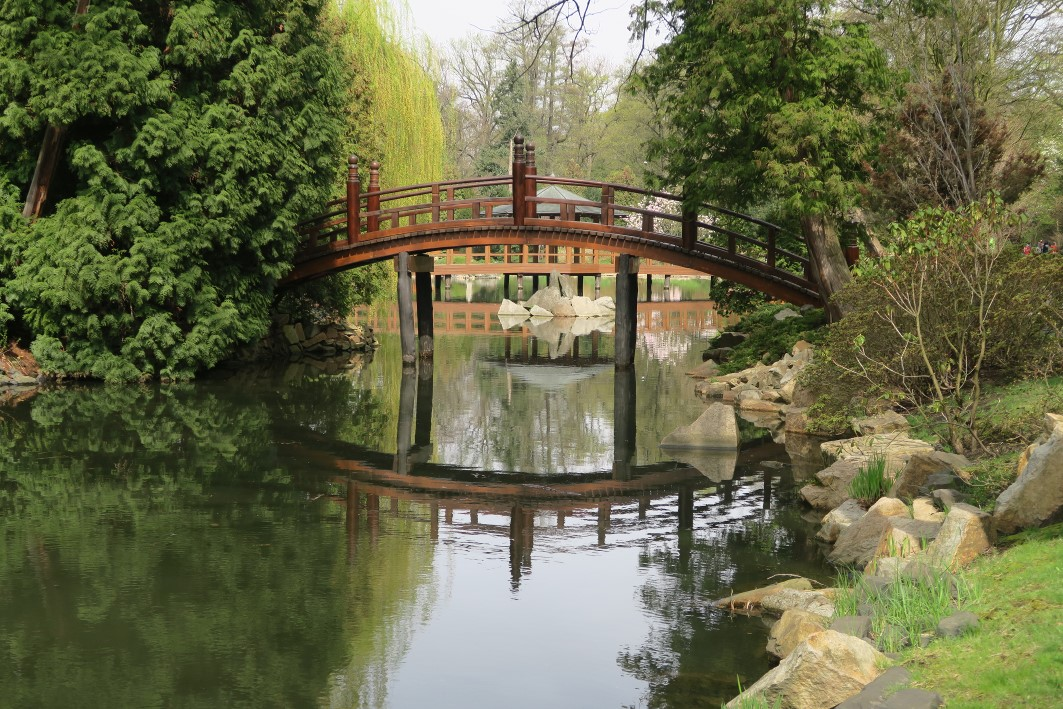
6 Trommelbrücke
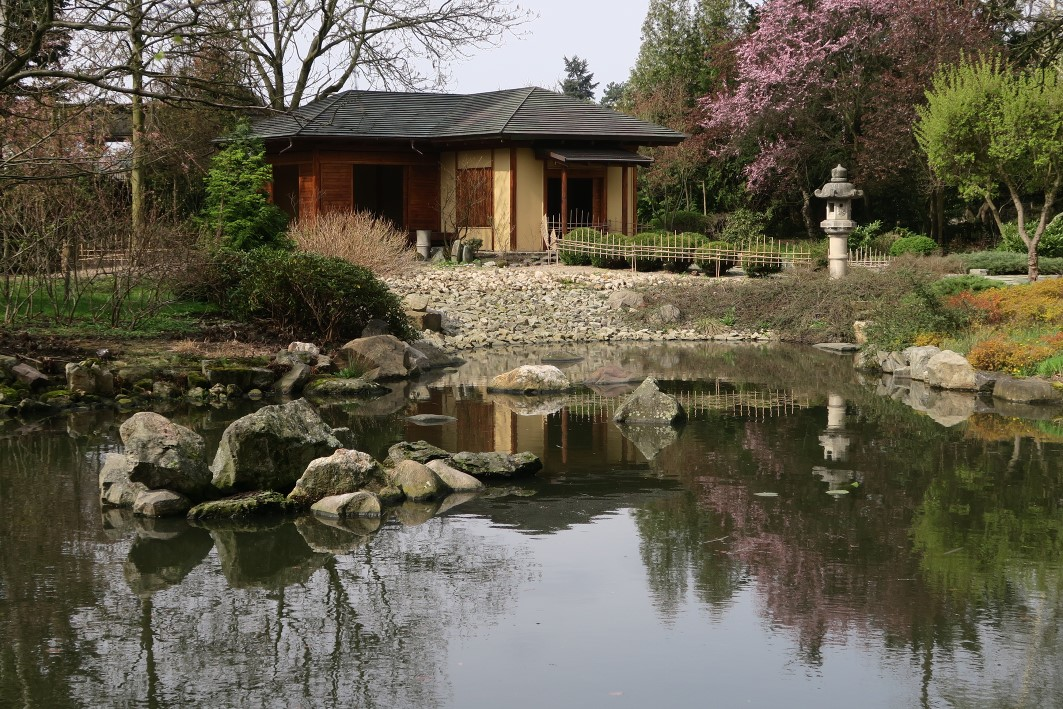
7 Teehaus